# لئونور، شاهدخت آستوریاس
شاهدخت لئونور  (به اسپانیایی: Leonor de Borbón y Ortiz‎)، دختر اول فلیپه ششم، پادشاه و ملکه لتیسیای اسپانیا ست. طبق قانون اساسی اسپانیا لئونور در خط جانشینی تاج و تخت اسپانیا نفر اول است. پس از تاجگذاری پدرش در سال ۲۰۱۴، او از عنوان رسمی شاهزاده آستوریاس برخوردار شد. خواهر او شاهدخت سوفیا اسپانیا پس از او در خط جانشینی دوم است. در ۱۷ اوت ۲۰۲۳، لئونور به آکادمی نظامی عمومی اسپانیا پیوست تا تحصیلات نظامی ۳ ساله خود را آغاز کند. لئونور در ۳۱ اکتبر ۲۰۲۳ در ۱۸ سالگی در برابر کرتس خنزالس وراثت خود را  به طور رسمی  اعلام داشت. وی در آخر آگوست ۲۰۲۴ به نیروی دریایی اسپانیا ملحق  شد.